# Arnaud Cordier

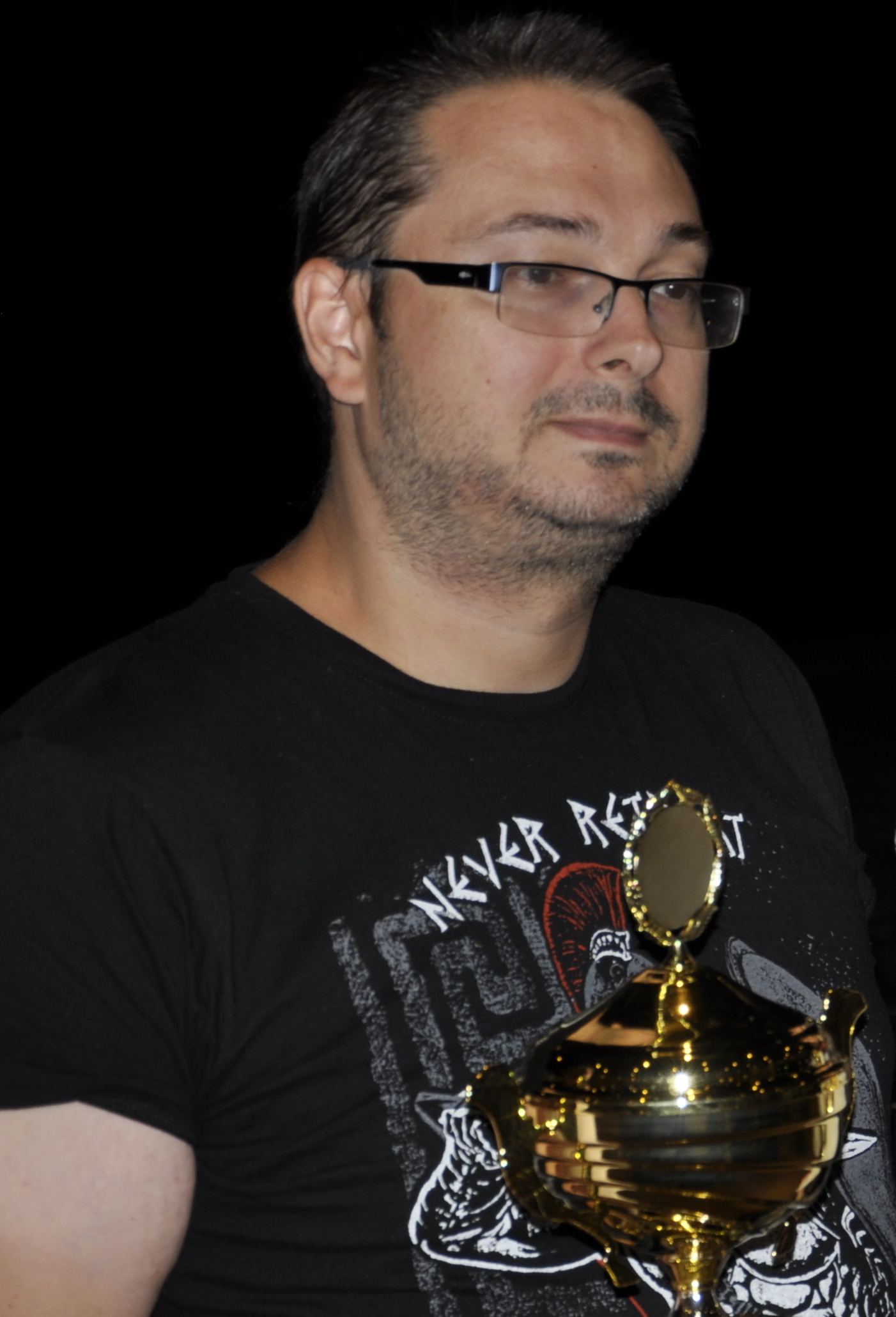
Arnaud Cordier in 2019

Arnaud Cordier, Dijon 26 november 1974, is een Frans dammer die 16 maal Frans kampioen dammen werd. Cordier is een Internationaal Grootmeester. Arnaud Cordier is de zoon van Henri Cordier, ook een dammer, die in 1979 Frans kampioen werd.
- Arnaud Cordier werd Frans kampioen in 1996, 1997, 1998, 2000, 2001, 2005, 2007, 2008, 2010, 2011, 2012, 2013, 2014, 2015, 2016, 2018, 2022, 2023 en 2024.
- deelnemer aan het Europees kampioenschap van 2014, hij werd derde. Hij deed daar tijdens het kampioenschap van 1999 al aan mee.
- Hij was deelnemer aan het wereldkampioenschap van 2015, waar hij een twaalfde plaats behaalde met 19 punten uit 19 wedstrijden.
- Hij behaalde in 1997 de eerste plaats in de meestersgroep van het Bijlmertoernooi.